# Kombinat Haushaltgeräte

Logo der Marke Foron

Das Kombinat Haushaltgeräte war ein 1979 gebildetes Kombinat in der DDR mit Sitz in Karl-Marx-Stadt. In dem Kombinat war eine Gruppe Volkseigener Betriebe (VEB) zusammengefasst, die Waschmaschinen, Kühlgeräte sowie andere Küchengeräte und -werkzeuge herstellten.
Das Kombinat unterstand dem Ministerium für Allgemeinen Maschinen-, Landmaschinen- und Fahrzeugbau. Weitere zentralgeleitete Kombinate, die diesem Ministerium unterstellt waren, können in der Liste von Kombinaten der DDR eingesehen werden.

## Geschichte
Vorläufer des Kombinats war die VVB Eisen-, Blech- und Metallwaren Karl-Marx-Stadt (EBM), die 1951 gegründet wurde. 1970 wurde der VEB Monsator Haushaltgroßgerätekombinat gebildet, Stammbetrieb war der VEB Waschgerätewerk Schwarzenberg in Schwarzenberg/Erzgeb.
Das Kombinat Haushaltgeräte wurde 1979 gegründet und war Rechtsnachfolger der VVB Eisen-, Blech- und Metallwaren, des VEB Monsator Haushaltgroßgerätekombinat Schwarzenberg, des VEB Unimewa Aue, des Kombinats für Haushaltwaren, des VEB Kombinat Schlösser und Beschläge Döbeln und des VEB Gerätebaukombinat Königswartha. Im Jahre 1987 waren ihm 28 VEBs zugeordnet.
Zum Warensortiment der Kombinatsbetriebe gehörten beispielsweise Kühlschränke, Bestecke, Kochgeschirr und Taschenmesser. Als Warenzeichen für die Produkte des Kombinats war die Marke Foron eingetragen. In den 1980er Jahren lieferte das Werk Scharfenstein Kühlschränke an das westdeutsche Versandhaus Quelle, das die Geräte unter der Marke Privileg verkaufte. Mit einer Lizenz wurden Schweizer Taschenmesser nachgebaut und unter der Marke Foron vertrieben.
1990 wurde das Kombinat aufgelöst.

## Liste einiger Kombinatsbetriebe
Zu den Betrieben des Kombinats zählten: 
- VEB Ingenieurbetrieb für Automatisierung Karl-Marx-Stadt in Karl-Marx-Stadt, (Stammbetrieb, Juli 1984 bis Februar 1990 firmierend als: VEB Haushaltgeräte Karl-Marx-Stadt)
- VEB Alume Glauchau in Glauchau
- VEB Aluminiumwarenfabrik Fischbach in Fischbach/Rhön
- VEB Alutherm Rothemark in Lutherstadt Wittenberg
- VEB Auer Besteck- und Silberwarenwerke in Aue[4]
- VEB Bestecke und Schneidwaren Steinbach in Steinbach[4]
- VEB Blema Schleiz in Schleiz
- VEB dkk Scharfenstein in Scharfenstein[5]
- VEB Eisenwerk Erla in Erla, (Ab 1987. Davor zum Kombinat GISAG.)
- VEB Elektrogeräte Egeln in Egeln
- VEB Elektrowärme Belzig in Belzig, (Später im Kombinat LEW)
- VEB Emailschmelze Radeberg in Radeberg
- VEB Gas- und Elektrogeräte Dessau in Dessau[4]
- VEB Geithainer Emaillierwerk in Geithain[4]
- VEB Gothaer Metallwarenfabrik in Gotha[4]
- VEB Haushaltgeräteservice Berlin in Berlin
- VEB Ingenieurbetrieb für Rationalisierung Karl-Marx-Stadt in Karl-Marx-Stadt
- VEB Kühlmöbelwerk Erfurt in Erfurt, bis 1970 Teil der VVB Luft- und Kältetechnik[6]
- VEB Leuchtenzubehör Marienberg in Marienberg
- VEB Maßindustrie Werdau in Fraureuth, (Ab 1986. Davor zum Kombinat Elektro-Apparate-Werke Berlin-Treptow.)[7]
- VEB Messerschmiede Leegebruch in Leegebruch
- VEB Schnittwerkzeuge- und Metallwarenfabrik Klingenthal in Klingenthal
- VEB Schwerter Emaillierwerke Lauter in Lauter
- VEB Stanz- und Emaillierwerk „Gustav Bruhn“ Angermünde in Angermünde
- VEB Stanz- und Emaillierwerk Prettin (Elbe) in Prettin[4]
- VEB Union Quedlinburg in Quedlinburg
- VEB Wärmegeräte- und Armaturenwerk (WAW) in Berlin-Köpenick
- VEB Wärmegerätewerk Elsterberg in Elsterberg
- VEB Waschgerätewerk Schwarzenberg in Schwarzenberg/Erzgeb.